# Charles Coughlin

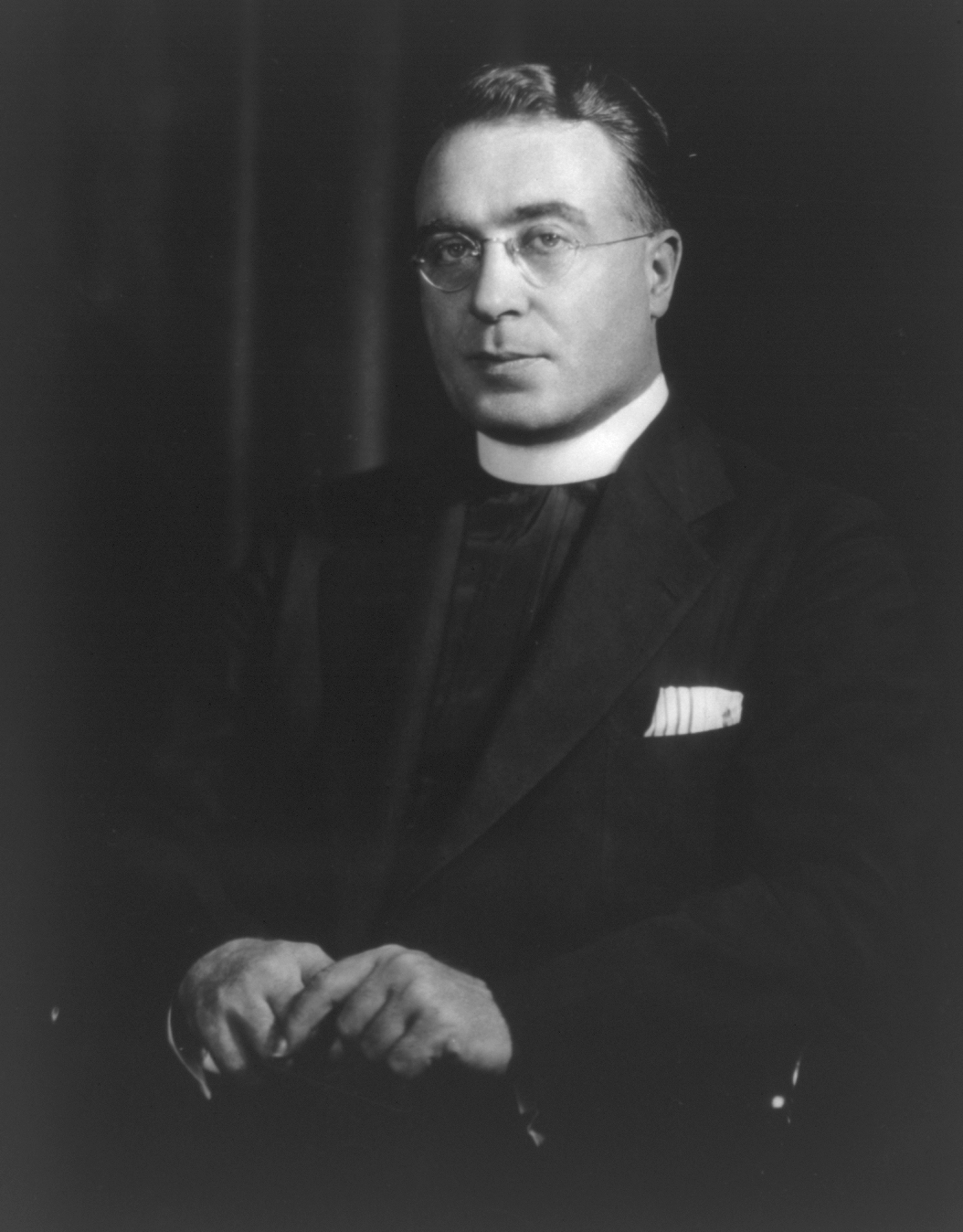
Fader Coughlin

Father Charles Edward Coughlin, född den 25 oktober 1891 i Hamilton i Ontario, död den 27 oktober 1979 i Bloomfield Hills i Michigan, var en kontroversiell kanadensiskfödd romersk-katolsk präst som verkade i Royal Oak, Michigan, USA. Han var en av de första politiska ledarna som använde radio för att nå en masspublik. Mer än fyrtio miljoner lyssnade på hans radioföredrag under 1930-talet. Han var politiskt verksam och gick från att stödja den demokratiska presidenten Franklin D. Roosevelt till att legitimera Adolf Hitlers och Benito Mussolinis politik.

## Politiska ställningstaganden

### Uttalat stöd för New Deal
Coughlin blev tidigt en supporter av Franklin D. Roosevelt och dennes New Deal. Sedermera kritiserade han Roosevelt häftigt för att han gick bankirernas ärenden.

### Grundade politisk organisation
1934 grundade han en ny politisk organisation, "National Union for Social Justice." Han skrev en politisk plattform där huvudpunkterna var penningreform, nationalisering av större industrier och järnvägar samt lagstiftning till skydd för arbetarna. Rörelsen fick miljontals medlemmar och påminde om den populistiska rörelsen under 1890-talet. Radioprogrammen blev under 1930-talet alltmer antisemitiska, inte minst genom attacken på judiska bankirer, och han kom också att legitimera en del av den politik som Adolf Hitler och Benito Mussolini stod för.